# 18 til I Die
18 til I Die je sedmné studiové album kanadského rockového hudebníka Bryana Adamse. Vydáno bylo 4. června 1996 prostřednictvím vydavatelství A&M Records. Nahrávání alba, které se setkalo s velkým komerčním úspěchem, probíhalo v různých lokacích, včetně Jamajky a Francie. Deska se umístila na prvním místě v britské hitparádě UK Albums Chart a na druhé příčce v Adamsově rodné Kanadě.

## Seznam skladeb
| Pořadí         | Název                                        | Autor               | Délka |
| -------------- | -------------------------------------------- | ------------------- | ----- |
| 1.             | The Only Thing That Looks Good on Me Is You  | Adams, Lange        | 3:37  |
| 2.             | Do to You                                    | Adams, Lange        | 4:11  |
| 3.             | Let's Make a Night to Remember               | Adams, Lange        | 6:19  |
| 4.             | 18 til I Die                                 | Adams, Lange        | 3:30  |
| 5.             | Star                                         | Adams, Lange, Kamen | 3:42  |
| 6.             | (I Wanna Be) Your Underwear                  | Adams, Lange        | 3:18  |
| 7.             | We're Gonna Win                              | Adams, Lange        | 2:27  |
| 8.             | I Think About You                            | Adams, Peters       | 3:36  |
| 9.             | I'll Always Be Right There                   | Adams, Lange, Kamen | 3:17  |
| 10.            | It Ain't a Party... If You Can't Come 'Round | Adams, Lange        | 3:47  |
| 11.            | Black Pearl                                  | Adams, Lange        | 4:00  |
| 12.            | You're Still Beautiful to Me                 | Adams, Lange        | 5:14  |
| 13.            | Have You Ever Really Loved a Woman?          | Adams, Lange, Kamen | 4:48  |
| 14.            | Hey Elvis (bonusová skladba pro Japonsko)    | Adams, Peters       | 3:22  |
| Celková délka: | Celková délka:                               | Celková délka:      | 51:48 |

## Obsazení
- Bryan Adams – zpěv, kytara, piano
- Keith Scott – kytara, doprovodný zpěv
- Dave Taylor – basová kytara
- Mickey Curry – bicí

Ostatní hudebníci a hosté
- Paco de Lucía – flamengo kytara
- Michael Kamen – piano
- Olle Romo – perkuse
- Robert John Lange – kytara

Technická podpora
- Robert John Lange – producent